# Cyathopoma
Cyathopoma é um género de gastrópode  da família Cyclophoridae.
Este género contém 125 espécies, entre as quais:
- Cyathopoma anjombona
- Cyathopoma hoditra
- Cyathopoma iridescens
- Cyathopoma madio
- Cyathopoma matsoko
- Cyathopoma nishinoi
- Cyathopoma randalana